# カワサキ・Z-LTD

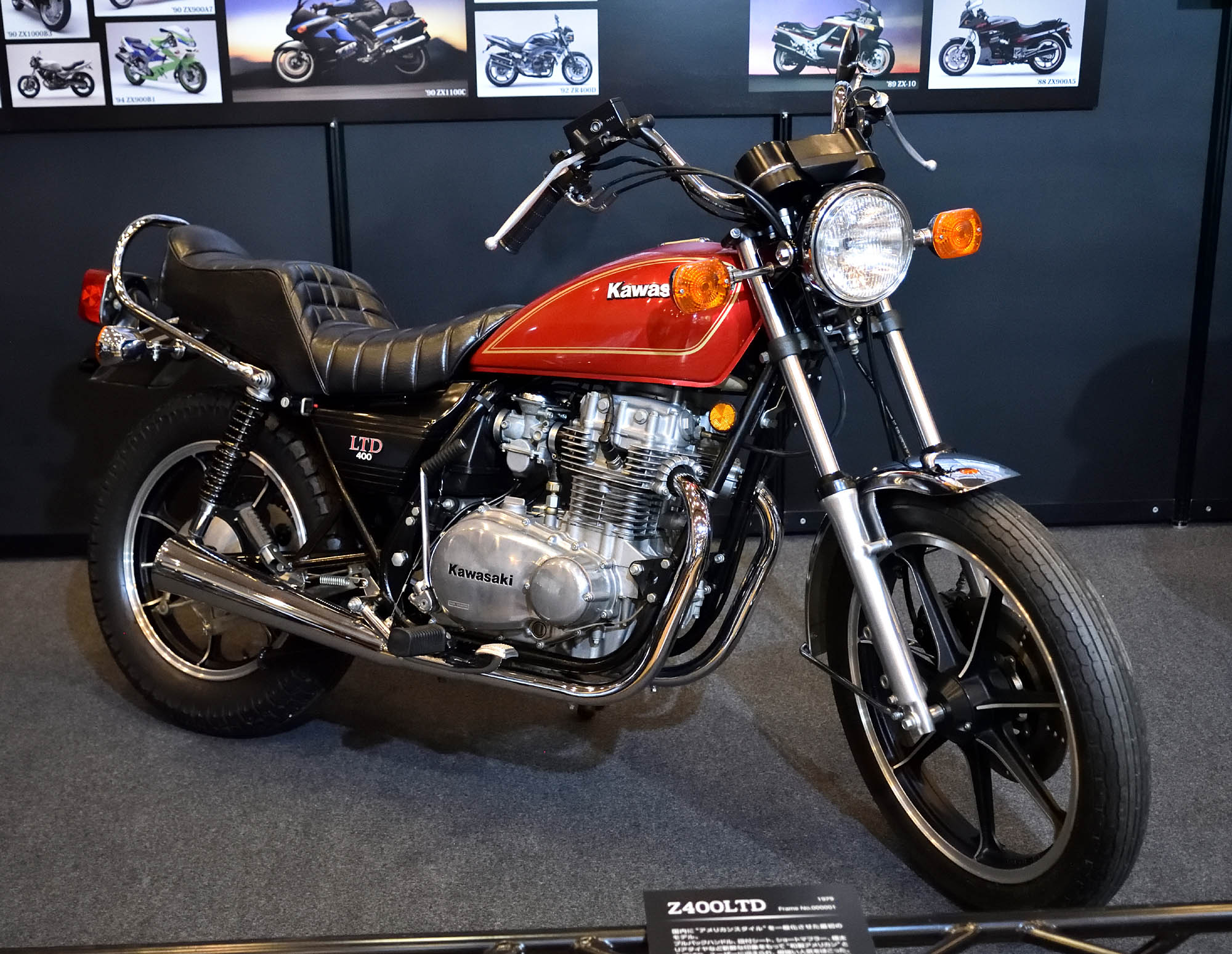
Z400LTD

カワサキ・Z-LTD（ゼット・エルティーディー、ゼット・リミテッド）は、かつて川崎重工業（二輪車製造事業部、現・カワサキモータース）が製造していたオートバイのシリーズ車種である。
本項では、おもにLTDモデルと仕様違いの別バージョンであるCSRモデルを扱い、派生モデルや関連モデルについても解説する。ただし、ベースとなったロードスポーツモデルに関しては特に解説を行わないとする。

## 概要
カワサキのLTDシリーズは、初期の国産アメリカンモデルである。1980年代前半から半ばにかけて、当時のアメリカンバイクブームに合わせて排気量別に製造販売されていたが、現在はすべて生産が終了となっている。海外向けモデルとしても輸出され、なかでもZ1000LTDやZ1100LTDなどは国内販売されなかった輸出専用モデルである。北米向け仕様は車名が「KZ-LTD」となる。
各モデルの車名は「Z○○○LTD」となり、「○○○」には排気量ナンバリングを原則としている。
以下に、LTDとしての特徴を挙げる。
- 既存の車種をベースにして仕様を変更したモデルとなる。
- 空冷2バルブエンジンを搭載する。
- 同一の排気量クラスで、単気筒と2気筒や2気筒と4気筒など複数のエンジン方式が存在する場合には、2気筒エンジン搭載モデルを「LTD-TWIN」と命名。
- キャスター角の広角化によりトレール量を増大させ、ホースバック・ライディングポジションをとる。
- キャストホイールを標準装備。ベースモデルが前後18インチ仕様であるのに対し、LTDでは前輪19インチ後輪16インチ仕様となる。
- プルバックハンドルと、クッションに厚みのあるシートを備える。
- 駆動方式については、振動と衝撃の緩和、静粛性、整備製などの点から、ベルトドライブを採用する。
- 制動装置についてはベースモデルとは異なる仕様になる場合が多いが、ドラムブレーキもしくはディスクブレーキを採用するパターンにはバリエーションに幅がある。

以上は、基本的な特徴であり、これに含まれないモデルも多数存在する。
駆動方式については、一部にチェーン駆動のモデルもあり、のちにベルトドライブを採用した場合には「LTD BeltDrve」とサブネームが追加された。また、後年にはシャフトドライブのモデルも一部存在する。
1980年前後の段階では大排気量の大型モデルに採用され始めていたキャストホイールを標準装備しているが、スポークホイール仕様の別バージョンも存在する。この場合はLTDではなく「CSR」の名称が与えられた。
400ccクラスでのみ、2気筒モデルが「LTD」で4気筒モデルが「LTD-II」となっている。
1985年前後より、空冷V型2気筒エンジンを搭載する「バルカン（VN）シリーズ」や、水冷直列4気筒・水冷直列2気筒エンジンを搭載する「エリミネーター（ZL / EL）シリーズ」など、新しいタイプのアメリカンモデルがラインナップに登場し、1990年前後にはLTDシリーズの生産が終了した。
なお、バルカンシリーズにおいては「LT」のサブネームを持つモデルが一部存在する。2008年以降の900cc、1700cc、2000ccクラスにおいて、北米仕様VN-CLASSICの派生モデルとして「CLASSIC LT」がラインナップされている。通常のクラシックに大型ウインドシールド、サドルバッグ、バックレストなどを追加装備した豪華仕様で、このLTモデルはLTDと同義である（型式名などではLTD表記も見られる）。

## モデル一覧
以下の車種名称では、「LTD」「LTD-TWIN」を車種名称として大文字で表記し、「beltdrive（ベルトドライブ）」「custom（カスタム）」「spectre（スペクター）」などはサブネームであるとして小文字で表記されている。
これらはすべて便宜上の表記統一であり、メーカー公式の正規表記とは異なる場合がある。

### 250ccクラス
- Z250LTD:単気筒エンジン搭載。Z250FSをベースとしたアメリカン・タイプ。
- Z250LTD-TWIN:2気筒エンジン搭載。Z250FTをベースとしたアメリカン・タイプ。初期型はチェーン駆動、後期型はベルト駆動。

### 250cc超クラス
- Z305LTD-TWIN:2気筒エンジン搭載。Z250LTD-TWINをベースに排気量を305ccに拡大したアメリカン・タイプ。輸出専用モデル。基本的にベルト駆動モデル。

### 400ccクラス

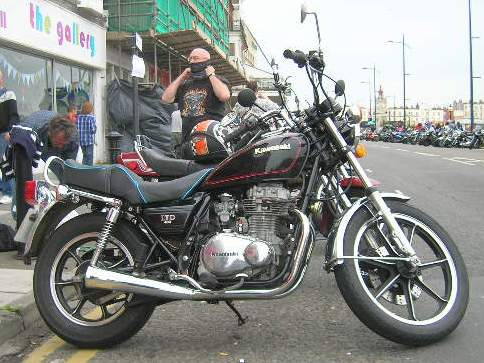
Z400LTD

- Z400LTD:2気筒エンジン搭載。Z400をベースとしたアメリカン・タイプ。チェーン駆動。
- Z400LTDbeltdrive:2気筒エンジン搭載。Z400をベースとしたアメリカン・タイプ。ベルト駆動。
- Z400LTD-II:4気筒エンジン搭載。Z400FXをベースとしたアメリカン・タイプ。

### 400cc超クラス

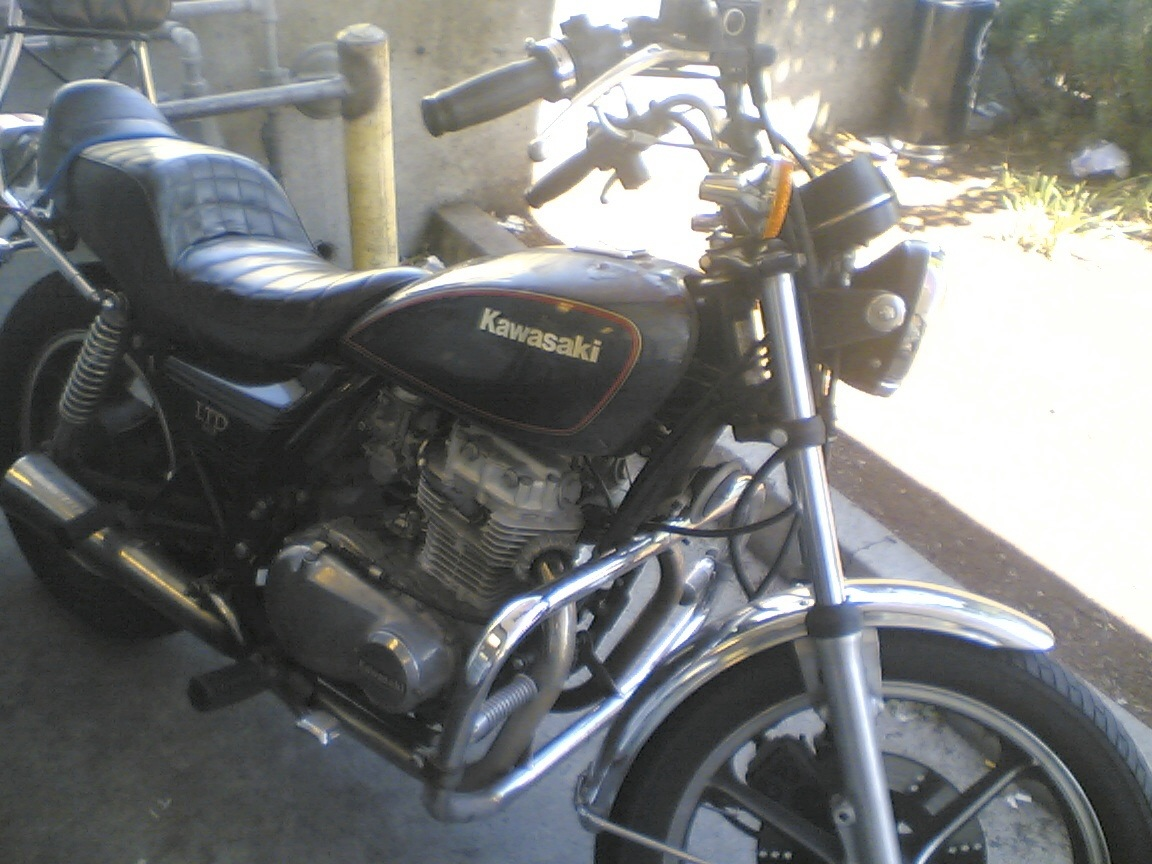
Z440LTD

- Z440LTD:2気筒エンジン搭載。Z440をベースとした（Z400LTDをベースに排気量を440ccに拡大した）アメリカン・タイプ。輸出専用モデル。
- Z550LTD:4気筒エンジン搭載。Z550FXをベースとした（Z400LTD-IIをベースに排気量を550ccに拡大した）アメリカン・タイプ。
- Z650LTD:4気筒エンジン搭載。Z650をベースとしたアメリカン・タイプ。国内モデル（Z650D型）と海外モデル（Z650E型）のタイプの異なる2車種が存在する。

### 750ccクラス

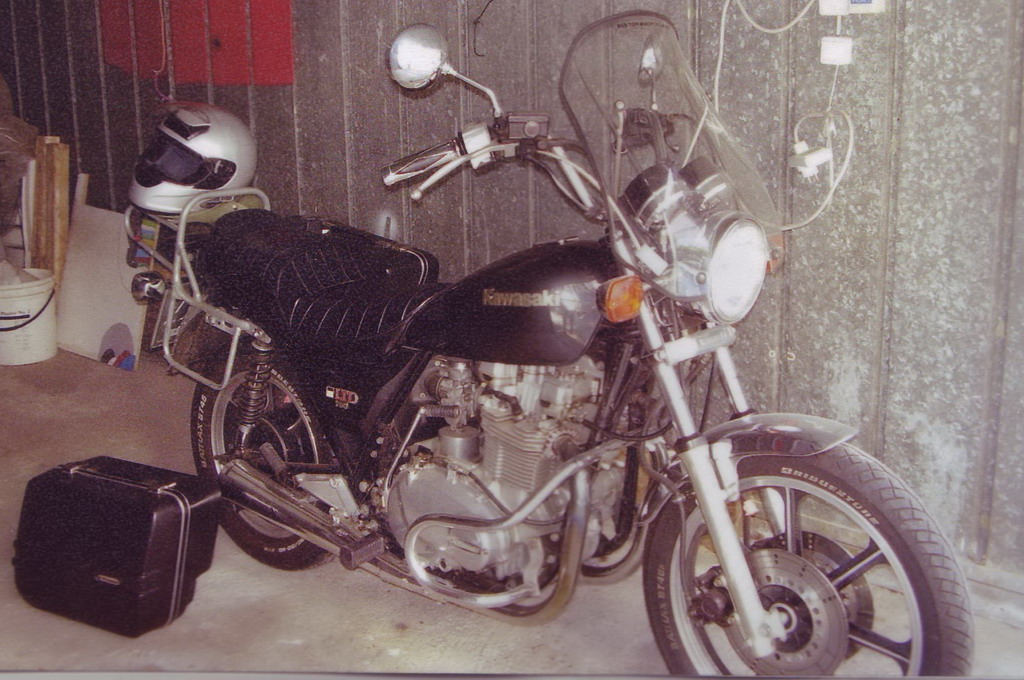
Z750LTD-TWIN

- Z750LTD:4気筒エンジン搭載。Z750FX-IIをベースとしたアメリカン・タイプ。
- Z750LTD-TWIN:2気筒エンジン搭載。Z750Tをベースとしたアメリカン・タイプ。

### 900ccクラス
Z900LTD
- Z900LTD:4気筒エンジン搭載。カワサキ・Z1をベースとした車両。

### 1000ccクラス

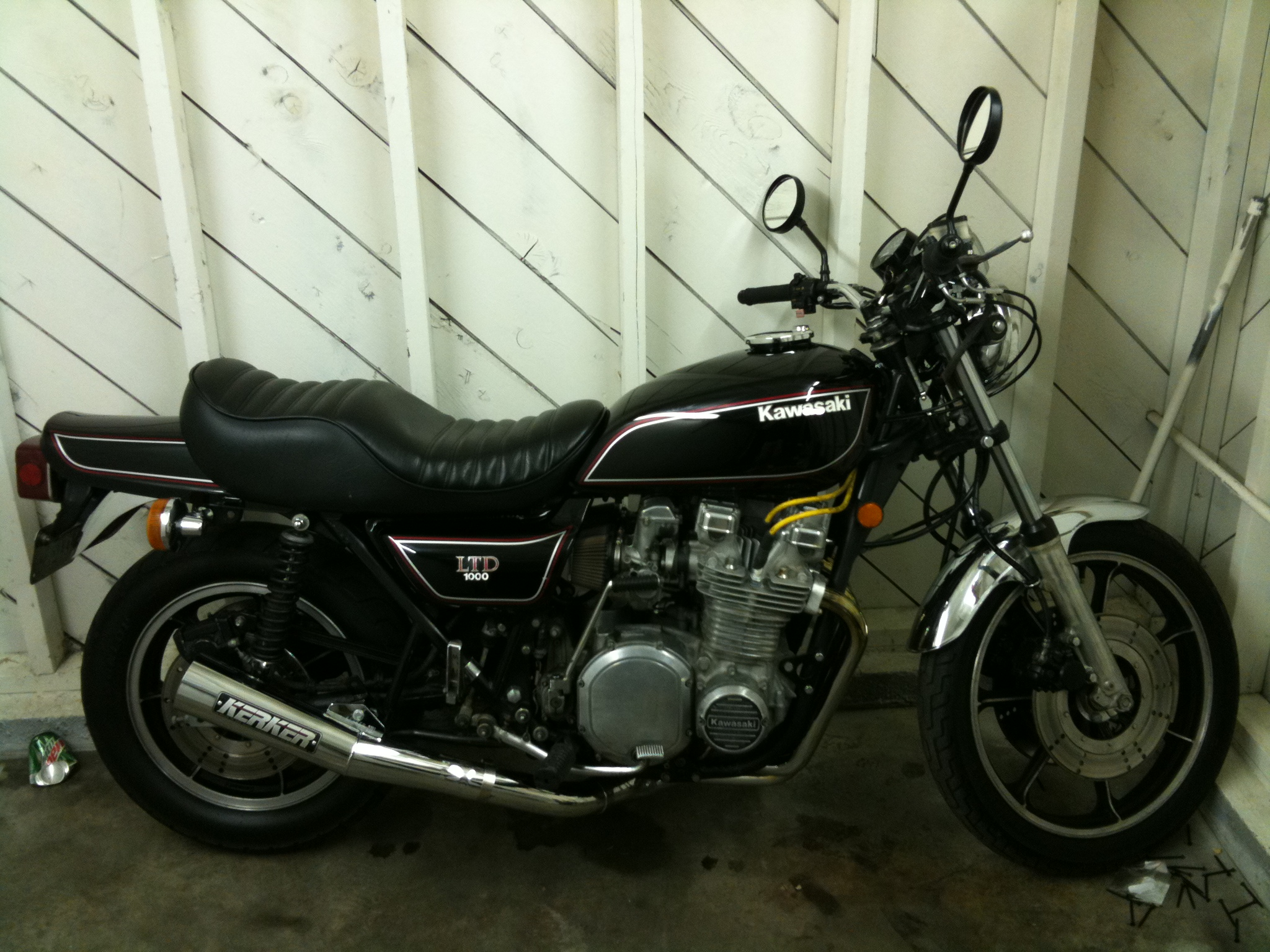
KZ1000LTD（1979年式・B型）

- Z1000LTD:4気筒エンジン搭載。KZ1000A、Z1000MKIIをベースとした（KZ1000-B型）・Z1000Jをベースとした（KZ1000-K型）アメリカン・タイプ。輸出専用モデル。
- Z1100LTD:4気筒エンジン搭載。Z1000LTD後期（KZ1000-K型）の排気量拡大版、先発のZ1100spectre（KZ1100-D型）の通常版。1983年発売の輸出専用モデル。シャフト駆動。

## 関連車種
派生モデル「カスタム」「スペクター」
LTDシリーズの関連車種としては、ベースになったロードスポーツとクルージングタイプのLTDとの中間的な性質を持つ車体構成のモデルもあり、派生車種や後継車種にも同様の性質を持つモデルがある。
「Z400custom」「Z750spectre」など車名に「LTD」を含まないモデルが顕著であるが、Z650LTD（Z650D型）やZ1000LTD（KZ1000B型）などは前後18インチホイールで段差なしのダブルシートを装備する点などからロードよりの性質を持つ。

- Z400custom：2気筒エンジン搭載。Z400をベースとした派生車種。前期型はZ400（D型）のキャストホイール換装タイプ、後期型はフレーム後方がLTDと同様の形状、ただしいずれも前後18インチのロードモデル。
- Z750spectre：4気筒エンジン搭載。Z750FX-IIIをベースとしたアメリカン・タイプ。Z750LTDの豪華版。シャフト駆動。
- Z1000CSR：Z1000LTDのスポークホイール仕様（KZ1000-M型）
- Z1100spectre：4気筒エンジン搭載。Z1100LTD後期（KZ1000-K型）の排気量拡大版、後発のZ1100LTD（KZ1100-L型）の豪華版。1982年発売の輸出専用モデル。シャフト駆動。

その他のクルーザーモデル
カワサキのラインナップには、LTD以外にも同様のチョッパー・スタイルのアメリカンモデルがいくつか存在する。
車名が「Z-LTD」ではない点や、ベースとなったロードモデルが存在しない点、搭載エンジンが「空冷2バルブ」でない点などから、直接的にLTDシリーズには含めないが、バリエーションによっては「LTD」の名称を含むモデルも存在する。
- AV50（1983年）：空冷4ストロークOHC2バルブ単気筒を搭載。
- ZN700/750/1100（1984-85年）：北米のみ、それまでのLTDシリーズからデザインを一新。当時アメリカの排気量別関税の問題で700ccと750ccが併売される。空冷ストロークDOHC2バルブ4気筒エンジンを搭載。シャフトドライブ採用。輸出専用モデル。「ZN700LTD（ZN700A1-2）ZN750LTD（ZN750A1-2）ZN1100LTD（ZN1100A1-2）」。

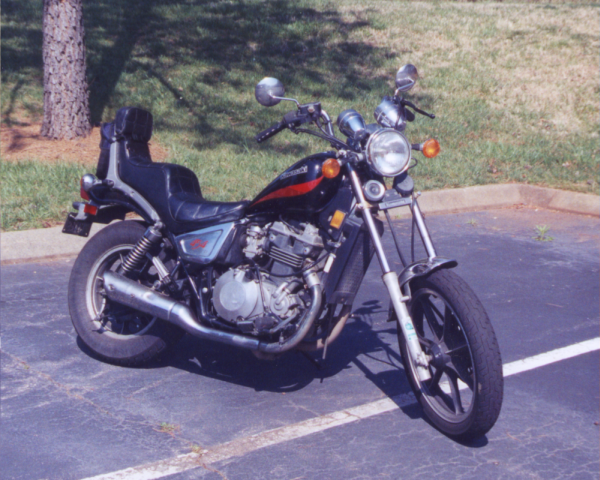
Kawasaki 454 LTD

ENシリーズ
水冷4ストロークDOHC4バルブ直列2気筒エンジンを搭載するENシリーズは、輸出専用モデルも含め、バルカンシリーズと相互に関連する形でラインナップされた。マイナーチェンジごとの名称変更や排気量の拡大などがあるものの、シリーズ全体としては20年以上にわたり生産され続けたロングセラーモデルとなった。カワサキの型式ではEは直列2気筒を、Nはアメリカン・クルーザーを指す。
- 454LTD（1985年）：EN450A型。国内モデルEN400TWINの元となった輸出専用モデル。1990年に排気量が拡大されVULCAN500（EN500A）となった。
- VULCAN500LTD（1996年）：EN500C型。輸出専用モデル。デザインが洗練されVN型バルカンの400/800クラシックに似たものとなった。2006年まで販売された。